# Rochecorbon
Rochecorbon è un comune francese di 3 347 abitanti situato nel dipartimento dell'Indre e Loira nella regione del Centro-Valle della Loira.
In questo comune morì nel 1993 la pittrice Jacqueline Lamba. Vi nacque nel 1863 il compositore Charles Bordes, morto a Tolone nel 1909.

## Società

### Evoluzione demografica
Abitanti censiti